# اسمانت (ویرجینیا)
اسمانت (به انگلیسی: Esmont) یک منطقهٔ مسکونی در ایالات متحده آمریکا است که در شهرستان البمارل، ویرجینیا واقع شده‌است.